# Acadêmicos da Pedreira
GRCS Acadêmicos da Pedreira é uma escola de samba de Belém do Pará. Foi fundada por Waldir Fiock e um grupo de amigos. A escola se afastou dos desfiles de 1993 a 1996, retornando em 1997.

## Carnavais
| Ano  | Colocação           | Grupo    | Enredo | Ref.              |
| ---- | ------------------- | -------- | --- | ----------------- |
| 1982 |                     |          | Cuidado Gente que o Medo vem aí                                                                              | [ 1 ]             |
| 1983 |                     |          | Radiante e Bela como a Aurora                                                                                | [ 1 ]             |
| 1984 |                     |          | Salve-se Quem Puder                                                                                          | [ 1 ]             |
| 1985 |                     |          | Sonho Cabano                                                                                                 | [ 1 ]             |
| 1986 |                     |          | Casa da Mãe Joana                                                                                            | [ 1 ]             |
| 1987 |                     |          | Belém dos Grandes Carnavais                                                                                  | [ 1 ]             |
| 1988 |                     |          | Viva a Zona                                                                                                  | [ 1 ]             |
| 1989 |                     |          | Vem quem tem, vem quem não tem                                                                               | [ 1 ]             |
| 1992 |                     |          | Meu Açaí, Ai de Ti                                                                                           | [ 1 ]             |
| 1999 | Campeã              | Especial | Magia no Reino do Cururpira                                                                                  | [ 4 ]             |
| 2000 | Campeã              | Especial | Samba à vista seu Cabral                                                                                     |                   |
| 2002 | Campeã              | Especial | Paz uma esperança a mais.                                                                                    |                   |
| 2003 | Todas Campeãs       | Especial | Alfredo Oliveira - Tem doutor no samba.                                                                      | [ 5 ]             |
| 2008 | Campeã              | 2º Grupo | Aldeia Amazônica                                                                                             | [ 3 ] [ 6 ]       |
| 2009 | 8º lugar            | 1º Grupo | Do Portal do Sol à Floresta Encantada, Formamos a Vitória-Régia - 80 Anos de Imigração Japonesa na Amazônia. | [ 1 ] [ 7 ] [ 8 ] |
| 2019 | Campeã              | 3º Grupo | O Pássaro Mitológico Fênix                                                                                   |                   |
| 2020 | Campeã              | 2º Grupo | Além do Imaginário ao Reino de Manôa - A Viagem do Grande Xamã                                               |                   |
| 2021 | Não Ocorreu Desfile | Especial | |                   |
| 2022 | Não Ocorreu Desfile | Especial | |                   |
| 2023 | Vice-Campeão        | Especial | Pedreira, Onde O Samba E O Amor, Não Morrem Jamais!                                                          |                   |
| 2024 | Vice-Campeão        | Especial | Sombra da Samaumeira, o Velho Mundo em Minha Aldeia                                                          |                   |
| 2025 | 5° lugar            | Especial | Rudá, a Explosão do Amor em Defesa da Amazônia (reeleitura do enredo de 1998)                                | [ 9 ]             |

## Títulos
- Campeã do carnaval de Belém: 1999, 2000 e 2002[10]
- Campeã do 2º Grupo: 2008,[6] 2020
- Campeã do 3 grupo 2019